# .ke
.ke — национальный домен верхнего уровня для Кении.

## История
При создании домена .ke в 1993 году административная ответственность за регистрацию была возложена на др. Шема Очуодхо (Dr. Shem J. Ochuodho, Кения), техническая — на Ренди Буша (США). В 2000 году правительство Кении предприняло попытку создания организации, ответственной и за административные, и за технические вопросы регистрации в домене .ke. Осознание сложности вопросов регистрации привело к созданию некоммерческой организации Kenya Network Information Center (KENIC) в 2001 году.
Попытки правительства Кении договориться с Шемом Очуодхо о передаче регистрации не увенчались успехом, и в июне 2002 года правительство Кении обратилось к IANA с формальным запросом о передаче права на регистрацию. Аналогичное требование было послано в ICANN, и в декабре 2002 года ответственность KENIC за регистрации в домене .ke была признана этими организациями.

## Регистрация
Регистрация возможна только для доменов третьего уровня в соответствии со следующими доменами второго уровня::
- .co.ke — компании
- .or.ke — некоммерческие организации
- .ne.ke — сетевое оборудование
- .go.ke — государственные структуры. Требуется предоставление документов из Департамента информационных технологий Министерства финансов.
- .ac.ke — высшие учебные заведения. Требуется копия регистрационного сертификата, предоставленного соответствующим министерством или закона, учреждающего учебное заведение.
- .sc.ke — детские сады и школы. Требуется копия регистрации учебного заведения в Министерстве просвещения.
- .me.ke — частные лица
- .mobi.ke — мобильный Интернет
- .info.ke — информационные службы

Стоимость регистрации составляет 2000 кенийских шиллингов + НДС для доменов .co.ke, .or.ke и .ne.ke; 500 кенийских шиллингов + НДС для доменов .go.ke, .ac.ke, .sc.ke и .me.ke; 1000 кенийских шиллингов + НДС для доменов .mobi.ke и .info.ke. До августа 2008 года цена регистрации во всех доменах второго уровня составляла 2000 кенийских шиллингов + НДС, однако под общественным давлением она была снижена для наименее популярных доменов .ac.ke, .sc.ke и .go.ke.

## Использование домена в Кении
Домен .ke в Кении менее популярен, чем общие домены верхнего уровня: на июль 2009 года количество регистраций в общих доменах верхнего уровня оценивалось как 17 000, в то время как в домене .ke на 1 октября того же года оно равнялось 11 569. 84 % опрошенных указали более высокую цену регистрации в домене .ke в качестве причины малой популярности домена. Регистрация в доменах go.ke и sc.ke была названа опрошенными сложной из-за бюрократических процедур, связанных с получением требуемых документов: так ряд начальных школ в Кении существуют на протяжении многих лет, не имея регистрации в Министерстве просвещения. Более новые домены (me.ke, mobi.ke и info.ke) не пользуются, по мнению опрошенных, популярностью из-за неудачного маркетинга.
Опрошенные также указали, что хотя спрос на регистрацию доменов второго уровня может быть ограничен, сама возможность подобной регистрации положительно скажется на популярности домена .ke.

## Безопасность
В январе 2012 года более ста веб-сайтов государственных организаций Кении (домен .go.ke) подверглись атаке индонезийского хакера. Кагве и Масинде установили, что домены в .ke не удовлетворяют требованиям безопасности DNS: на автоматический запрос из 768 серверов 574 указали название и версию используемого программного обеспечения. 40 % доменов были расположены на двух DNS-серверах.